# 보리의 은밀한 사생활
"보리의 은밀한 사생활"은 한국에서 제작된 제임스 리 감독의 2014년 에로, 멜로/로맨스 영화이다. 보리 등이 주연으로 출연하였다.

## 출연

### 주연
- 보리

### 조연
- 신영웅